# بخش موریس (ناکس کانتی، اوهایو)
بخش موریس (به انگلیسی: Morris Township) یک منطقهٔ مسکونی در ایالات متحده آمریکا است که در شهرستان ناکس، اوهایو واقع شده‌است.
 بخش موریس ۵۴٫۴ کیلومتر مربع مساحت و ۲٬۰۴۹ نفر جمعیت دارد و ۳۳۳ متر بالاتر از سطح دریا واقع شده‌است.